# 長谷川淑子
長谷川 淑子（はせがわ よしこ、1940年 - ）は、日本の七宝・ガラス造形作家。

## 経歴
1940年、大阪府出身。京都教育大学西洋学科を卒業。在学中より京都工芸指導所で七宝の研究を始める。1963年から作家活動を開始。第一線の七宝作家として活躍しながら、素材や技法について独自の研究・開発を続け、シルクスクリーンを七宝に焼き込んだ「シルクスクリーン七宝」、漆と七宝を融合させた「うるしっぽう」、特殊なメッキにガラスコーティングを施した「きらえくら」、ガラスに七宝を焼き付けた「ヴィトレマイユ（ガラス胎七宝）、和紙に七宝・ガラス・メタル等を漉き込む「アントルパピエ」等の技術を生み出した。
現在まで国内外多数の個展、グループ展を開催。数多くのアクセサリーやアート作品を制作している。

## 作家活動
1963年、大阪画廊にて個展「七宝アクセサリー展」開催。
1964年、七宝造形グループSOL工房を女性３人で結成、大阪画廊にてグループ展「ソル工房展」開催。
1965年、日本橋三越にてグループ展「ハイ・クラフト展」に出品。
1965年〜1969年、アンデパンダン展に『七宝による詩のためのイラストレーション』を出品。
1968年〜1970年、女性の顔をデザインした有線七宝で、アクセサリー・七宝絵・時計の文字盤等を作成。
1970年、銀座松屋美術サロンにて個展「ガラスのファンタジー展」を開催。
1971年、大阪今橋画廊にて個展「七宝展」を開催。東京セバスチャンにて個展「七宝がらくた市」を開催。
1974年、美術出版社『新技法シリーズ　七宝焼』を初出版。
1975年、大阪今橋画廊にて個展「七宝’75」を開催。東京帝国ホテル田島にて個展開催。
1976年、シルクスクリーンを七宝に焼き込む研究を始める。スイス・バーゼルフェア展覧会に出品（〜1977年）。
1977年、大阪阪急画廊にて「七宝７人展」開催。
1978年、松江今井書店にて「火とガラス、光と鏡、２人展」、大阪河内にて個展「エマイユ・ファンタジー」開催。
　　　　  フランス・リモージュ・七宝ビエンナーレに参加。アトリエ・ヌーボーにて個展「注文の多い料理展」開催。
1979年、東京帝国ホテル田島にて長谷川七宝工房スタッフ展「ル・シエル」開催。
1980年、美術出版社『マーブルブック６　新しい七宝 ーシルクスクリーンによる技法ー』出版。
1981年、国際七宝日本展、出品。松江今井書店にて個展「『新しい七宝』出版記念展」開催。新宿ケニヤ画廊にてグループ展「ル・シエル」開催。
1982年、銀座ワコール・アートスペース、京都マロニエにて個展「ブルー・ソロジー」開催。
1983年、朝日現代クラフト展招待出品。ヤマハ工芸展招待出品。
1984年、七宝造形グループ『花白組』結成。銀座ギャラリーミワにて第一回花白組展開催。
　　　　「今日のジュエリー世界の動向展」（東京国立近代美術館、京都国立近代美術館）に参加。
1985年、漆を七宝の表面に塗る「うるしっぽう」を開発。
1989年、不思議な輝きをもつ「きらえくら」を発表。同年、ニューヨーク州立大学（SUNY）の一つであるF・I・T（ファッション工科大学）及びパーソンズ美術大学、また、インターナショナル・エナメル・コンベンションにてレクチャー・ワークショップを開催。他、インターナショナル・アート・コンペティションにて銀メダルを受賞。
1991年、長谷川の代名詞とも言える「ヴィトレマイユ」の研究を始める。ヴィトレマイユとはフランス語が語源となる長谷川自身が起こしたアート分野である。日本名は「ガラス胎七宝」とし、文字通りガラスを土台とした七宝作品のことである。
1992年、ニューヨーク近代美術館ミュージアムショップでのコレクションに参加。
1993年、G・A・S（グラス・アート・ソサイティ）のメンバーとなる。
1995年、和紙に七宝、ガラス、メタル等を漉きこむ「アントルパピエ」を開発。
1997年、アメリカのツーソンにて開催されたGAS EXPOインターナショナルに参加。
1998年、GAS IN SETOでの会議にてガラス胎七宝のワークショップを開催。
2000年、ヴィトレマイユ・ジュエリー２人展（ソーホー・ニューヨーク）、S.O.F.A（スカラプチャー・オブジェ・ファンクショナル・アート）シカゴ展に参加。
2001年〜2008年、アントルパピエ&ヴィトレマイユのあかり展を東京、京都、大阪、金沢、福岡にて開催。
2003年、長谷川淑子の造形展（TEPCO銀座プラスマイナスギャラリー）開催。
2003年〜2007年、「あかりとジュエリー展」開催。
2008年〜2009年、フランス「メゾン&オブジェ」出展。
2010年、ECLAT DE MODE ”THE FASHON SIDE OF JEWELLERY”（パリ）出展。
2010年〜2014年、日韓七宝交流展（ソウル）出展。
2014年、もったいないMOTTAINAI展（ミラノ）出展。
2014年〜2015年、長谷川淑子50周年展（横浜・大阪）開催。
現在、長谷川淑子七宝工房主宰、七宝造形グループ「花白組」組長。

## 著書
- 新しい七宝   （マーブルブック）
- 「ゆきんこ」でガラス胎七宝 (たのしい七宝焼-How to cloisonne-)
- 七宝アクセサリー (たのしい七宝焼-How to cloisonne- (2))
- 七宝クラフト (たのしい七宝焼-How to cloisonne- (3))
- 電子レンジでガラス胎七宝 (たのしい七宝焼-How to cloisonne- (4))
- 電子レンジで銀七宝 (たのしい七宝焼-How to cloisonne- (5))
- 七宝の用具と材料 (たのしい七宝焼-How to cloisonne- (6))
- 七宝焼 (新・技法シリーズ)
- 七宝ア・ラ・カルト―楽しいアクセサリーから立体まで (新技法シリーズ)
- はじめての七宝焼―電子レンジでガラス胎七宝 (Hobby Days)
- はじめての七宝焼〈2〉電子レンジで銀七宝 (Hobby Days)
- ガラス胎七宝―はじめて七宝とガラスをフュージングするために (新技法シリーズ)
- 七宝焼―火とガラスの織りなす華麗なドラマ (新技法シリーズ)

（以上全て美術出版社刊）